# Седлиский замок
Седлиский замок (пол. Zamek w Siedlisku, нем. Schloss Carolath) — руины замка, расположенные в селе Седлиско в гмине Седлиско Новосольского повята Любушского воеводства в Польше.

## История

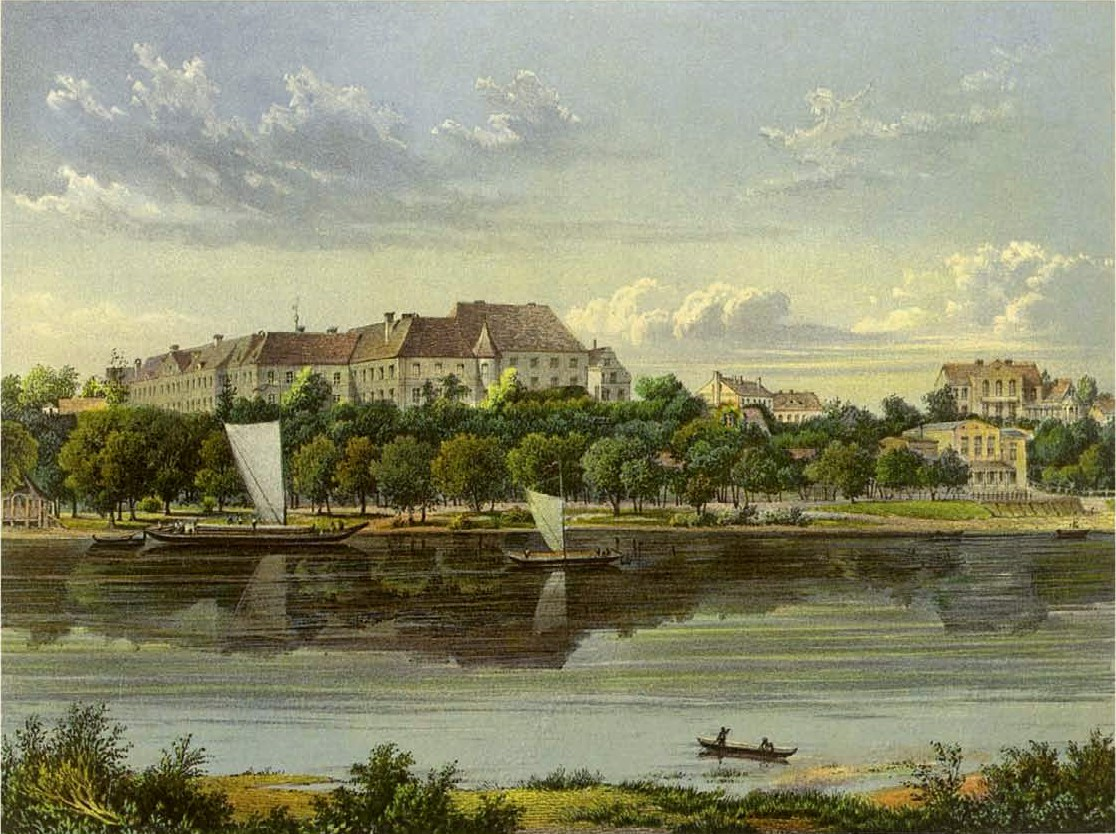
Вид замка между 1857 и 1883 годами, из коллекции Александра Дункера

Замок в Седлиске впервые был упомянут в 1298 году.
В 1550—1560 годах Франц Рехенберг построил на месте прежних укреплений в Седлиске каменный замок. Здание было построено из булыжника и кирпича, но, вероятно, из-за заболоченности грунта стены здания начали трескаться, угрожая обвалом. Чтобы этого не допустить, их укрепили деревянными балками. В 1597 году, один из очередных владельцев замка Георг фон Шёнайх (1557—1619) подписал договор о строительстве замка с Мельхиором Декгардтом, строителем из Легницы. Строительство началось весной 1598 года. В 1600 году было завершено восточное крыло (в котором размещалась, среди прочего, репрезентационная зал с 40 портретами королей). Потом построили южное крыло (с репрезентационной залой, которую еще называли княжеской или балльной, на нижнем этаже, со сводом, опирающимся на 12 колоннах) и надбрамный дом (в котором находилась библиотека и арсенал). Над входом в надбрамный дом разместили картуш с гербами фон Шёнайхов (слева) и фон Ландскронов (справа). В 1601 году дом сгорел во время пожара. В мае 1612 года вроцлавский фортификатор Валенты фон Зебиш выполнил измерительные планы бастионных укреплений. Их реализовал в течение следующих двух лет Андреас Гинденбергер из Гойераверта. В 1618 году была построена замковая часовня, расположенная в восточном крыле. Часовню построили на прямоугольном плане размерами 19,3 × 15,1 м и замкнули с востока полукруглой апсидой. Это была первая в Силезии замковая часовня, построенная как протестантский лекторий.
В первой четверти XVIII века архитектор Вагнер из Кожухува построил западное и северное крылья замка, которые заперли замковый двор (размерами 46 × 56 м). Фасады новых крыльев украсили пилястрами и карнизами, над входом в западное крыло построили картуш с датой 1715 год. 24 августа 1757 года было завершено строительство моста, который вел к въездным воротам. Нижнюю часть балюстрады моста украсили резьбой мифических фигур и двумя геральдическими львами со щитами.
В 1865—1875 годах среднюю часть южного крыла перестроили в неоренессансном стиле и распланировали сад с фонтанами; на оси северного крыла построили переезд, ведущий на хозяйственное подворье, где во второй половине XIX века построили конюшни и другие хозяйственные здания.
В апреле 1945 года замок сожгли советские войска, при этом сохранились часовня и надбрамный дом. В 1964—1974 годах замок очистили от мусора и частично восстановили.

## Современность
В августе 2003 года замок выкупил житель города Нова-Сули. В 2007 году он продал его итальянскому гражданину, президенту фирмы «Аркобалено» Джулио Пиантини. Нынешний владелец планирует отстроить замок и использовать его как отель и конференц-центр.

## Галерея

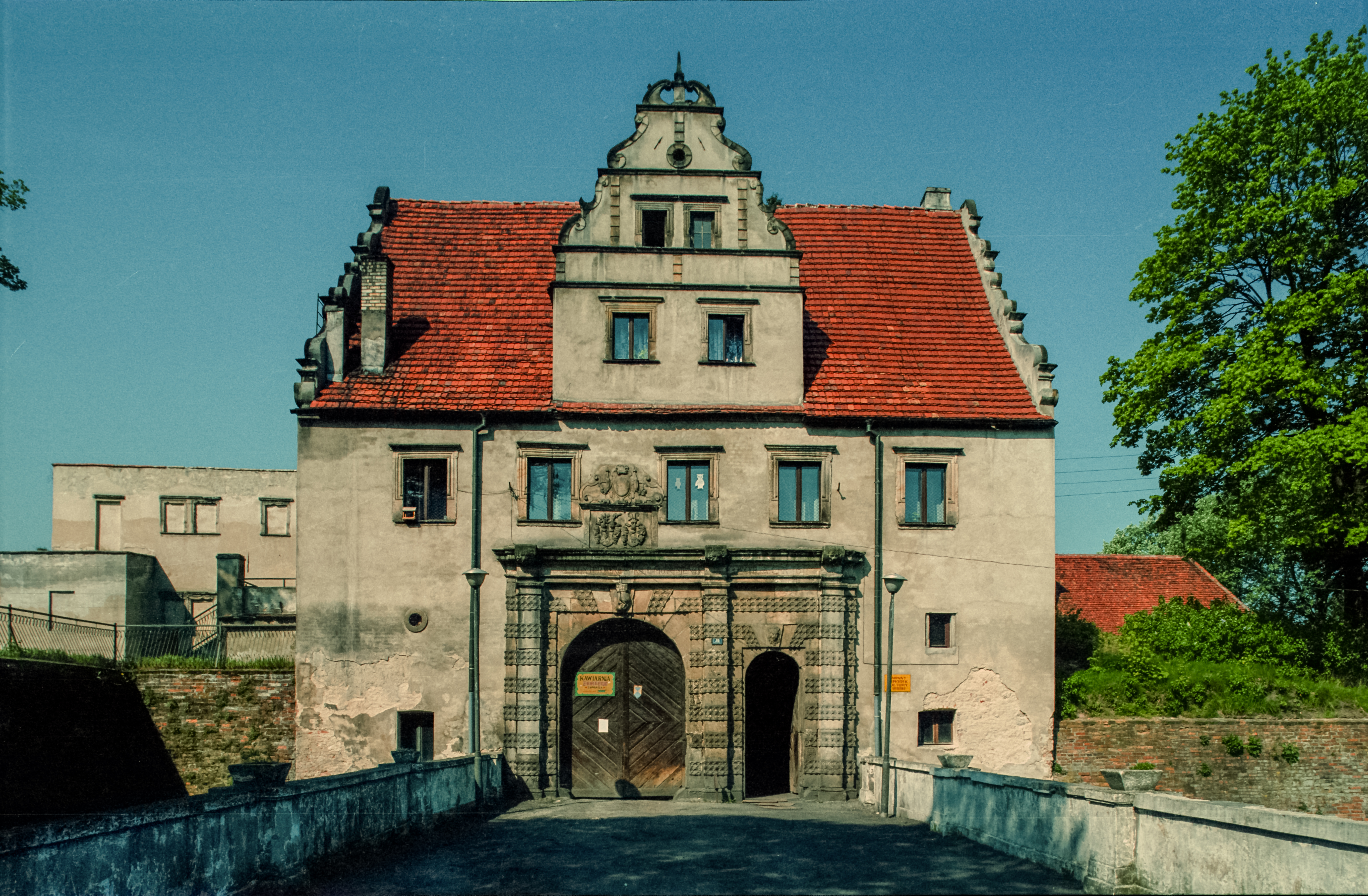
Надбрамный дом
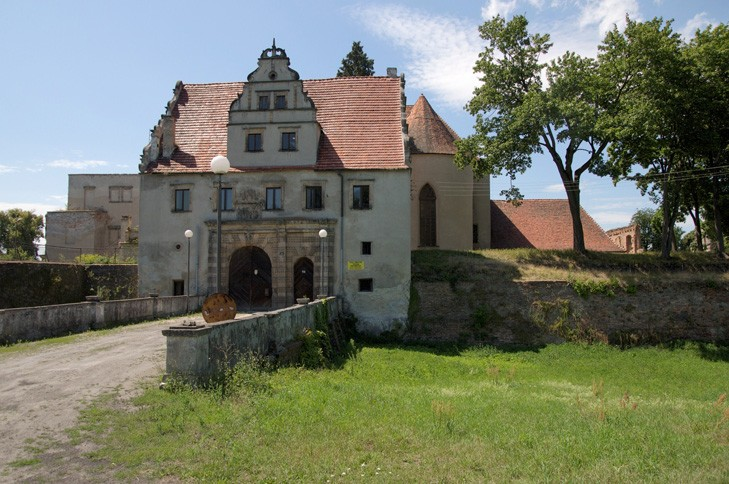
Надбрамный дом
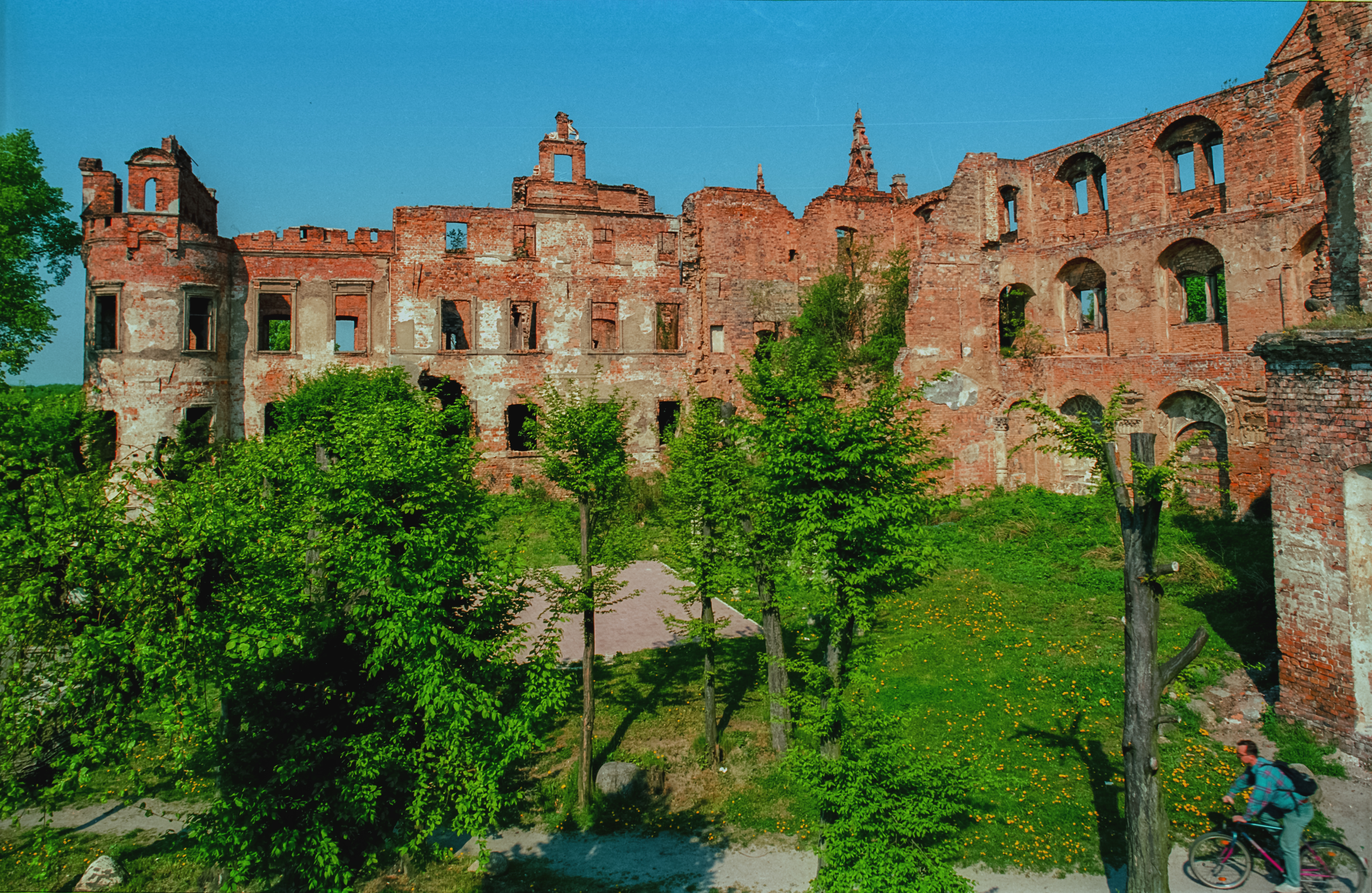
Руины замка
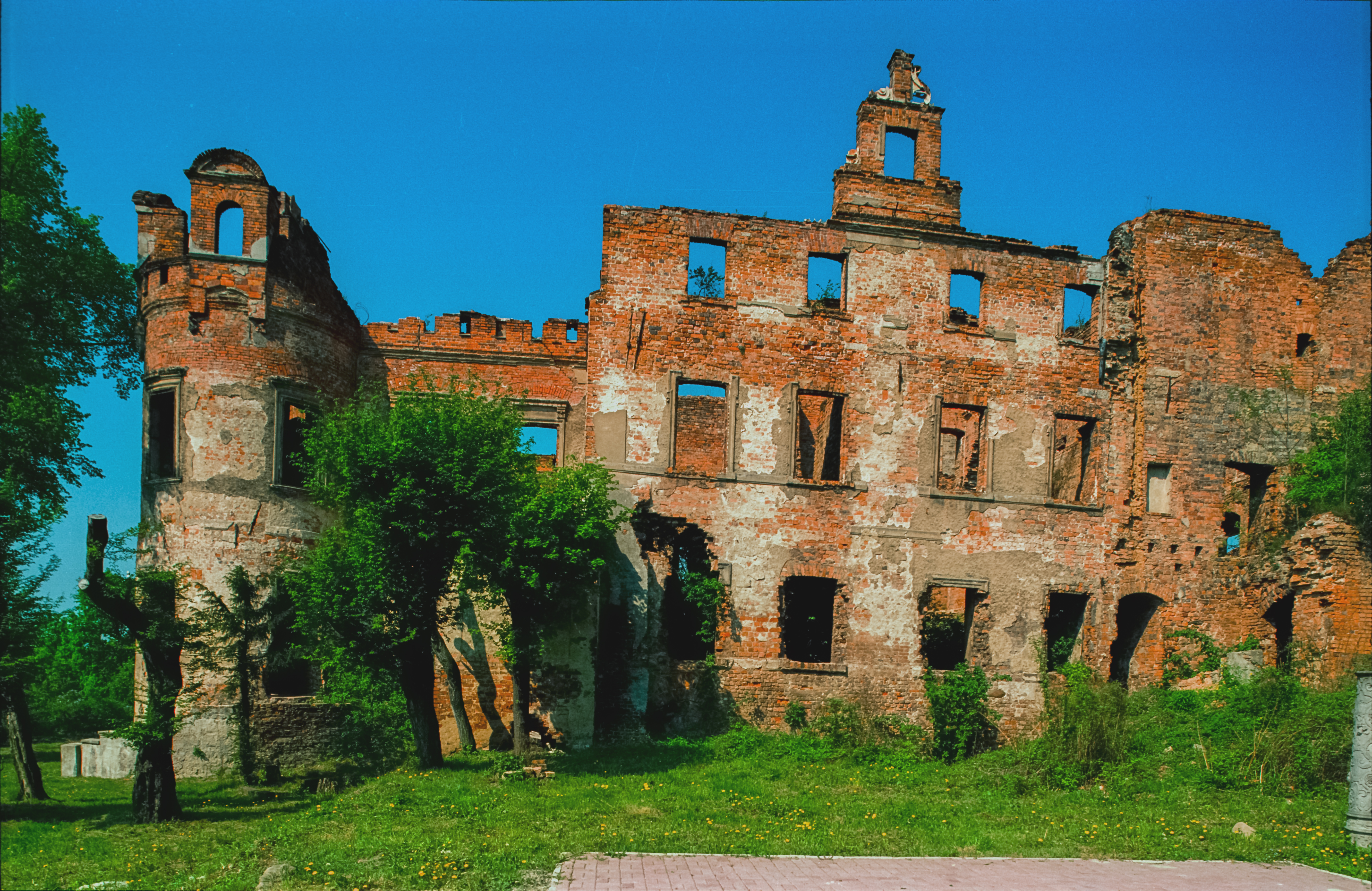
Руины замка
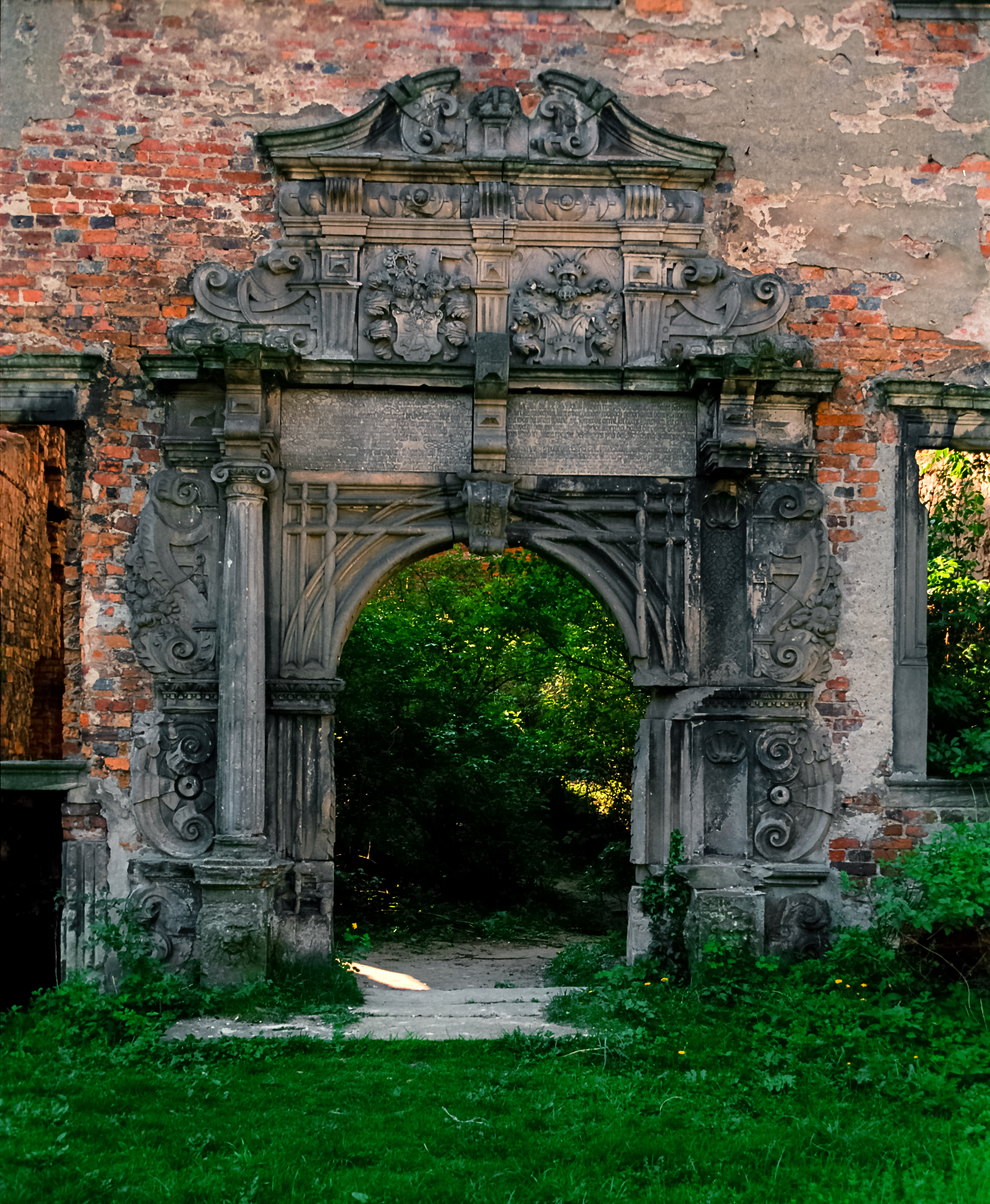
Портал в северном крыле замка
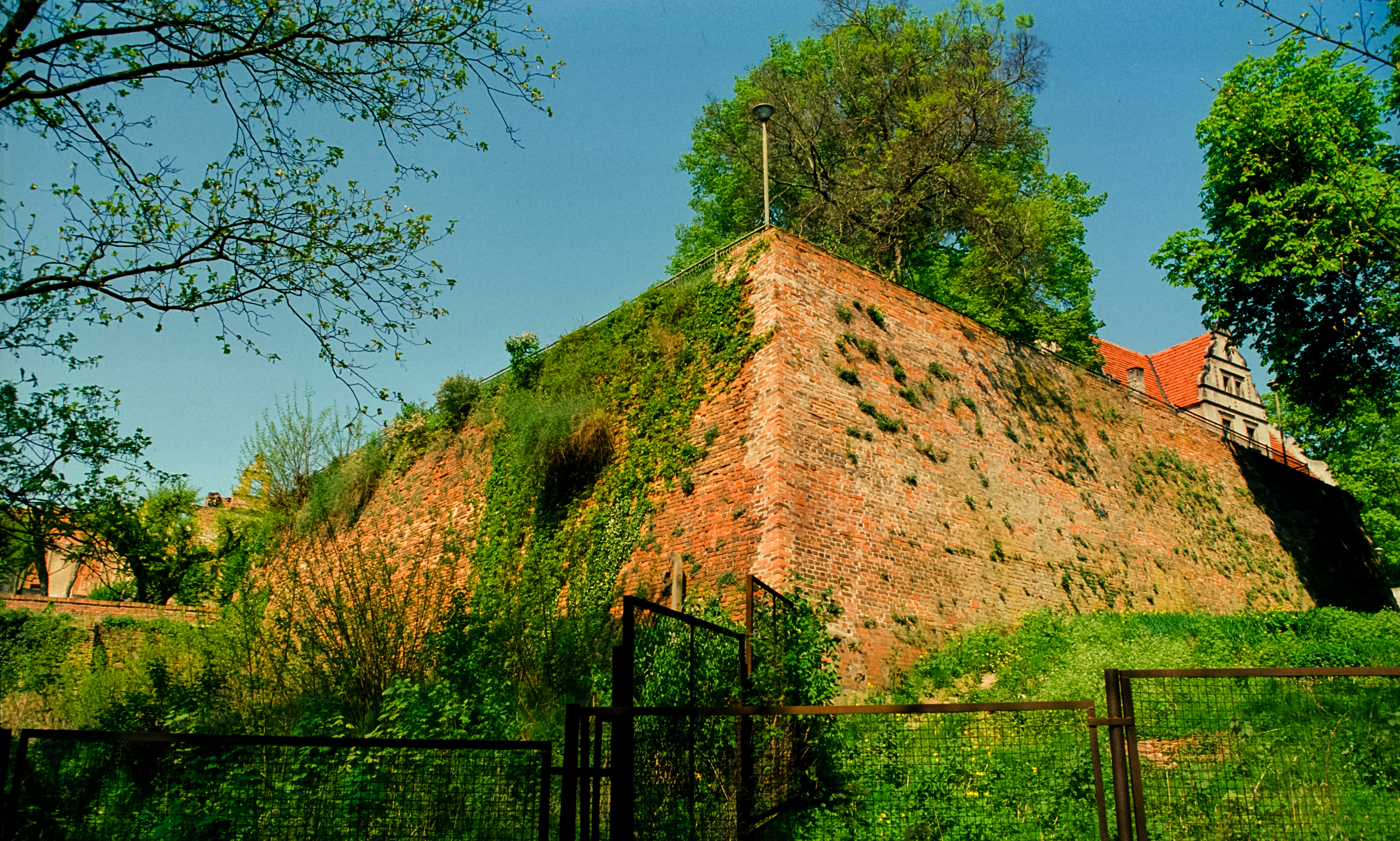
Замковый бастион